# Виттова пляска (газета)
«Виттова пляска» — правомонархическая (черносотенная) сатирическая газета, выходившая в 1905—1907 годах в Санкт-Петербурге на непериодической основе. Имена издателя и редактора газеты никогда не афишировались, но, по всей видимости, к выпуску «Виттовой пляски» были причастны князь Михаил Волконский и художник Лука Злотников.

## История
Всего было выпущено восемь номеров, причём каждый из них выходил под обновлённым названием: № 1 (декабрь 1905 года) именовался «Виттова пляска» и имел подзаголовок «Однодневная газета пали-тико-фи-нансовая», № 2 (декабрь 1905 года) назывался «Виттова пляска продолжается», № 3 (февраль 1906 года) — «Азбука Виттовой пляски», № 4 (февраль 1906 года) — «Русская Виттова пляска», № 5 (март 1906 года) — «Гурьевская каша. Вечерняя однодневная газета Виттовой пляски», № 6 (апрель 1906 года) — «Таврическая Виттова пляска. Однодневная газета», № 7 (1906) — «Декларация Виттовой пляски», № 8 (март 1907 года) — «Виттова пляска. Орган ч.ч.с. (чернее Чёрной
сотни). Каморра народной расправы». Высота издания составляет от 46 до 53 см, объём — четыре страницы.
В названии газеты революционная ситуация в России 1905–1907 годов была одновременно увязана с «витовой пляской» (или хореей — синдромом, характеризующимся беспорядочными, отрывистыми, нерегулярными движениями) и фигурой председателя Совета министров (1905—1906) Сергея Витте (по мнению издателей, С. Витте, убедивший императора Николая II подписать Манифест 17 октября 1905 года, был главным виновником усугубления российской «смуты»). Дебютный номер начинался c редакторской статьи, содержащей такие строки: «Вступив в первый день нашего издания, спешим уверить наших читателей, что издание наше вполне соответствует избранному для него заглавию. Поистине, не Виттова ли пляска происходит теперь у нас. Итак, товарищи, вперёд!».
Большинство российских сатирических изданий, начавших выходить в 1904—1906 годах, имело ярко выраженный антиправительственный и прогрессистский настрой. Исключения в этом ряду были представлены журналом «Отбой» (редактор-издатель М. К. Гурская), действовавшим «на два фронта», и правомонархической «Виттовой пляской».
Газета публиковала фельетоны, сатирические «новости» и «объявления» (к примеру, о предложениях вступить в «еврейское масонство» или о распродаже министерских мест, с упоминанием адреса приёмной С. Витте), желчные эпиграммы (подобных эпиграмм в том числе удостаивались некоторые деятели умеренно-правого толка — Сергей Сыромятников и Михаил Меньшиков) и т. п. Основными мишенями сатиры «Виттовой пляски» были либерально настроенные министры, участники революционного движения, активисты всех либеральных партий (включая октябристов), а также евреи. Алексей Венгеров (сын Семёна Венгерова) в статье Энциклопедического словаря Брокгауза и Ефрона, посвящённой российским сатирическим изданиям 1904—1906 годов, так описывал политическую платформу газеты: «„Виттова пляска“ и её разновидности наполнены злобными выходками против всех, вплоть до самых умеренных, форм освободительного движения, которое изображается, согласно „истинно русским“ взглядам, как интрига „жидов“, армян и финляндцев».
Но излюбленным объектом критики и издевательств газеты оставался С. Витте. Так, в одном из номеров анонсировалось цирковое представление, устроенное «фокусником-автобомбистом» (отсылка к инсценировке покушения на С. Витте, в котором политик обвинял черносотенцев): «Настоящая Виттова пляска. Билеты брать не надо, каждый увидит её у себя дома. Страхуйте жизни! Готовьтесь к обороне!». На подписание С. Витте Портсмутского мирного договора, который предусматривал передачу Японии Южного Сахалина, газета откликнулась следующей публикацией: «В архиве Академии Наук найден недавно, неизвестно кем, документ, относящийся неизвестно к какой эпохе: „Вниде в град агарянский, порт Смут именуемый, муж ризами богат, видом гнусен. И старейшины града призваша его: „чесо пришел еси?“ И он отвеща: „творю чудеса“ и, взяв бумагу, пером по ней проведя и претвори остров в полуостров. Мнози же сему чуду дивишися“».
Дальнейшее развитие «Виттова пляска» получила в журнале «Плювиум» (1906—1908). Впоследствии темы и сюжеты обоих изданий нашли продолжение в приложении журнала Русского народного союза имени Михаила Архангела «Прямой путь» (1909—1914), получившим название «Зверобой».